# Ельмар Шрюфер
Ельмар Шрюфер (нім. Elmar Schrüfer; 23 травня 1931 — 22 травня 2022) — німецький фізик та професор з технології вимірювань. Він був відомий своїм внеском в університетську освіту в галузі електричних вимірювальних технологій, суміжних галузях надійності вимірювального та автоматизаційного обладнання та обробки сигналів, а також радіації та її вимірювання на атомних електростанціях. 13-те видання його університетського підручника «нім. Elektrische Messtechnik : Messung elektrischer und nichtelektrischer Größen» (Електрична вимірювальна техніка: Вимірювання електричних та неелектричних величин) було опубліковано у 2022 році.

## Раннє життя та освіта
Ельмар Шрюфер народився в Едельбасі в Шпессарті у 1931 році як старший із чотирьох дітей. Його батько був учителем. Шрюфер відвідував гімназію в Ашаффенбурзі до 1950 року, потім вивчав фізику в Вюрцбурзькому університеті Юліуса-Максиміліана. Він здобув докторський ступінь у 1958 році за дисертацію про розподіл енергії в спектрі рентгенівського гальмівного випромінювання 35 МеВ бетатрона.

## Промислова діяльність
Після здобуття докторського ступеня він почав працювати в промисловості, спочатку в Allgemeine Elektricitätsgesellschaft (AEG), а пізніше в Kraftwerk Union (KWU). [відсутнє в джерелі]Його робота включала технологію вимірювання радіації на дослідницьких та енергетичних ядерних реакторах, і врешті-решт він опублікував книгу нім. Strahlung und Strahlungsmesstechnik in Kernkraftwerken (Радіація та техніка вимірювання радіації на атомних електростанціях).[джерело?]
Пізніше він відповідав за проєктування, закупівлю, монтаж та введення в експлуатацію всього комплексу приладів (ядерних та звичайних, вимірювальних та обробки сигналів) атомних електростанцій. Одним із напрямків його роботи була безпека установок. До моменту звільнення з Kraftwerkunion Шрюфер дослужився до начальника відділу.[відсутнє в джерелі]

## Дослідження та викладання
Ще працюючи в промисловості, Шрюфер отримав викладацьке доручення від Університету Карлсруе в галузі реакторних приладів. Шрюфер був призначений у 1975 році [відсутнє в джерелі]професором електричної вимірювальної техніки в Мюнхенському технічному університеті і залишався на цій посаді до виходу на пенсію в 1998 році. Навіть після виходу на пенсію він залишався активним у діяльності з обміну студентами. Журналістка Катаріна Бадер зауважила у 2006 році:
Щойно заходиш до кабінету проф. Ельмара Шрюфера в «Технічному університеті Мюнхена», одразу розумієш: це не лише робоче місце дуже шанованого експерта з метрології, а й кімната космополіта в найкращому сенсі цього слова: проф. Шрюфер, очевидно, цікавиться всіма видами культур, і очевидно, що в нього є друзі по всьому світу. На стінах висять фотографії з Києва, Пекіна та Петербурга, а на верхній полиці шафи майже немає вільного місця через усі ці красиві матрьошки ручної роботи, китайські вази та маленькі фотографії в рамках, які стоять там дуже акуратно вишикувані.
Шрюфер був професором-консультантом в Хуачжунському університеті науки та технології у 1983 році та в Північно-Західному політехнічному університеті у 1993 році, а також був запрошеним професором у Пекінському університеті у 1993 році.[відсутнє в джерелі]
Шрюфер брав активну участь у Китайсько-німецькому університетському коледжі (CDHK) при Університеті Тунцзі в Шанхаї. CDHK, який спеціалізується на машинобудуванні, електротехніці та економіці, керувався Німецькою службою академічних обмінів (DAAD) та фінансувався як DAAD, так і німецькими компаніями. Шрюфер допомагав планувати та створювати напрям навчання з електротехніки та був його директором до 2005 року. 
Окрім викладання та досліджень, Шрюфер зробив численні внески в університеті та за його межами. З 1989 по 1991 рік він був деканом факультету електротехніки та інформаційних технологій. Багато років він був членом Ради факультету та рецензентом Німецького науково-дослідницького співтовариства, Фонду Олександра фон Гумбольдта та Фонду Фольксваген. У 1986 році з нагоди почесного колоквіуму до 70-річчя Теодора Гаста, професора метрології Берлінського технічного університету, народилася ідея заснувати «Робочу групу університетських професорів метрології» (AHMT). Шрюфер був її першим головою, і залишався на цій посаді до 1991 року. Щорічні конференції AHMT стали важливою частиною наукового спілкування в галузі коледжів та університетів, а також метрологічної промисловості.

## Нагороди та відзнаки
- 1991 Фестшрифт до 60-річчя проф. Е. Шрюфера (Messen & Prüfen Том 10, 1991)[8]
- 1992 Почесний доктор Київського політехнічного університету [1]
- 1993 Орден «За заслуги перед Федеративною Республікою Німеччина»[1][3]
- 1998 Медаль Карла Макса фон Бауернфайнда Мюнхенського технічного університету[9]
- 2000 Почесний доктор Технічного університету Георге Асакі в Яссах[3]
- 2004 Почесний доктор Національного авіаційного університету в Києві[3]
- 2013 Почесний сенатор Китайсько-німецького університетського коледжу (CDHK) при Університеті Тунцзі в Шанхаї.[3]